# Drymotaenium
Drymotaenium es un género monotípico de helechos perteneciente a la familia  Polypodiaceae. Su única especie: Drymotaenium miyoshianum es originaria de China.

## Taxonomía
Drymotaenium miyoshianum fue descrita por (Makino) Makino y publicado en Botanical Magazine 15(174): 102. 1901.
Sinonimia
- Drymotaenium nakaii Hayata
- Taenitis miyoshiana Makino[2]